# Opal (tkanina)
Opal (włók. łc. z gr.) – cienka tkanina bawełniana, miękka, lekko przezroczysta, podobna do batystu, używana na bluzki i bieliznę damską.